# Beta Pyxidis
Beta Pyxidis (β Pyxidis, förkortat Beta Pyx, β Pyx) som är stjärnans Bayerbeteckning, är en dubbel stjärna belägen i den sydvästra delen av stjärnbilden Kompassen. Den har en skenbar magnitud på 3,95 och är synlig för blotta ögat där ljusföroreningar ej förekommer. Baserat på parallaxmätning inom Hipparcosuppdraget på ca 7,8 mas, beräknas den befinna sig på ett avstånd på ca 420 ljusår (ca 128 parsek) från solen. 

## Egenskaper
Beta Pyxidis är en gul till vit ljusstark jättestjärna av spektralklass G7Ib-II. Den har en radie som är ca 28 gånger större än solens och utsänder från dess fotosfär ca 480 gånger mera energi än solen vid en effektiv temperatur på ca 5 400 K.
Beta Pyxidis har en ovanligt stark rotation för en utvecklad stjärna av denna typ, med en projicerad rotationshastighet på 11,8 km/s. En möjlig förklaring är att den kan ha uppslukat en närliggande jätteplanet, som en het Jupiter.
År 2010 ingick stjärnan i en undersökning av massiva superjättar, med lägre effektiv temperatur, i ett försök att upptäcka ett magnetfält. Den kan ha ett longitudinellt magnetfält med en styrka mindre än en Gauss. Den hade 1943 en optisk följeslagare av magnitud 12,5, belägen med en vinkelseparation på 12,7 bågsekunder vid en positionsvinkel på 118°.